# Catherine Oborny
Catherine Oborny (* 4. Februar 1979 in Wien) ist eine österreichische Schauspielerin.

## Leben
Catherine Oborny machte von 1986 bis 1997 an der Wiener Staatsoper bei Michael Birkmeyer eine Ausbildung in klassischem Ballett. Sie absolvierte eine Schauspielausbildung am Konservatorium der Stadt Wien, die sie im Juni 2002 abschloss. Seitdem trat sie in mehreren Fernseh- und Kinofilmen sowie im Theater auf.

## Filmografie (Auswahl)
- 2003: Der Bockerer IV – Prager Frühling
- 2003: Medicopter 117 – Jedes Leben zählt (Fernsehserie, eine Folge)
- 2003: Trautmann (Fernsehreihe, eine Folge)
- 2004:  Tatort – Der Wächter der Quelle (Fernsehreihe)
- 2004: Familie auf Bestellung
- 2006: SOKO Wien (Fernsehserie, eine Folge)
- 2006: Septem
- 2007: Novotny & Maroudi – Zahngötter in Weiß (Fernsehserie, sechs Folgen)
- 2007: Tom Turbo (Fernsehserie, eine Folge)
- 2008: Darum
- 2008: Ein Paradies für Pferde
- 2009: Schnell ermittelt (Fernsehserie, eine Folge)
- 2009: Bauernprinzessin III – In der Zwickmühle
- 2009: Johanna – Köchin aus Leidenschaft

## Theater (Auswahl)
- 2017: Ein Traum von Hochzeit (Festspiele Berndorf, Autor: Robin Hawdon, Regie: Andreas Steppan, Rolle der Braut Rachel)
- 2018: Ich, meine Frau und Sie (KiP.Kunst im Prückel, Autor: Helmut Korherr, Regie: Christian Spatzek, Hauptrolle Mona)